# Restauración (Escocia)

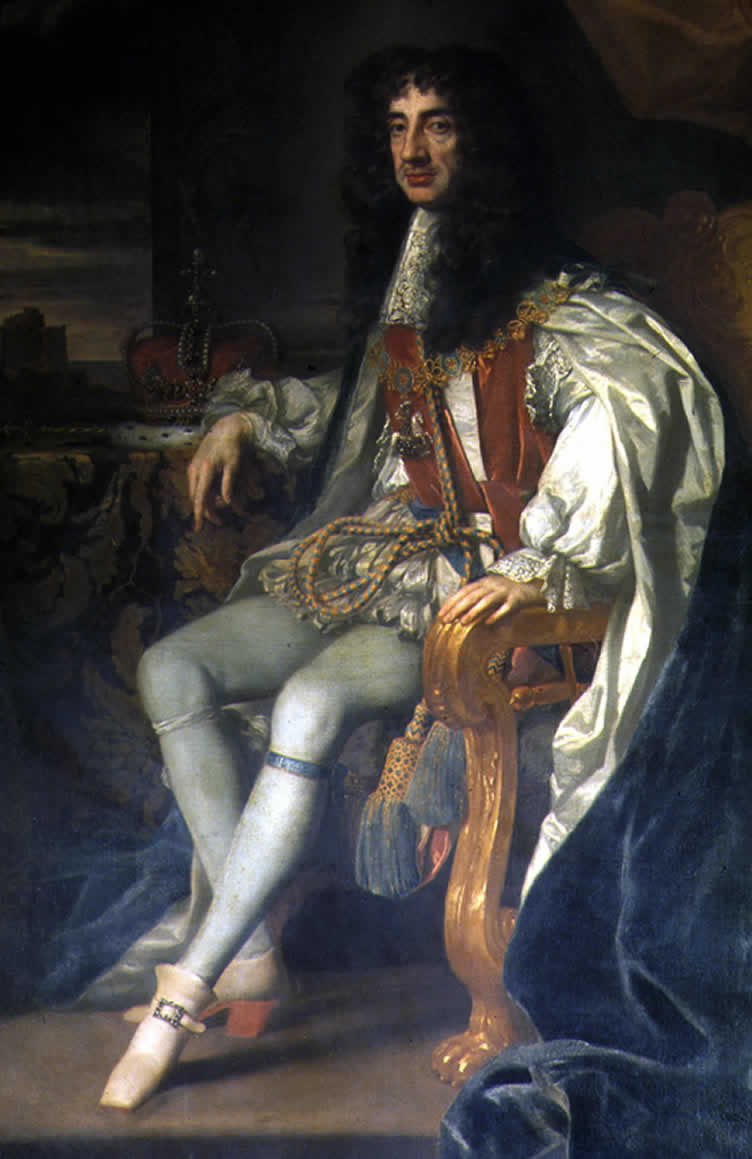
Carlos II, restaurado al trono de Escocia en 1660

La Restauración fue el regreso de la monarquía a Escocia en 1660 después del período de la Commonwealth, y los tres decenios siguientes de historia escocesa hasta la  Revolución y la Convención de los Estados de 1689. Formaba parte de una restauración más amplia en las islas británicas que incluía el regreso de la  dinastía Estuardo a los tronos de Inglaterra e Irlanda en la persona de  Carlos II.
Como comandante militar de la mayor fuerza armada del Commonwealth, George Monck, gobernador general de Escocia, contribuyó a la restauración de Carlos II, que fue proclamado rey en Edimburgo el 14 de mayo de 1660. Hubo un indulto general por los delitos cometidos durante la Guerra de los Tres Reinos, pero cuatro individuos fueron exceptuados y ejecutados. Bajo el eventual acuerdo político, Escocia recuperó su sistema independiente de leyes, el parlamento y el  kirk, pero también recuperó a los  Señores de los Artículos y a los obispos, y ahora tenía un rey que no visitaba el país y gobernaba en gran parte sin referencia al Parlamento a través de una serie de comisionados. Estos comenzaron con el Conde de Middleton y terminaron con el hermano y heredero del rey  Jacobo II, Duque de York. La restauración del Episcopado escocés llevó a una serie de conflictos entre los presbiterianos y los obispos del establecimiento episcopal, que culminaron en la persecución de The Killing Time.
Carlos murió en 1685 y su hermano el Duque de York le sucedió como Jacobo II de Inglaterra y VII de Inglaterra. Sobrevivió a intentos de rebelión, pero enajenó a gran parte de la nación política por su catolicismo y sus políticas. Cuando  Guillermo II de los Países Bajos, yerno protestante de Jacobo, invadió Inglaterra en 1688, este huyó y Guillermo y su esposa tomaron el trono como Guillermo II y  María II. Guillermo llamó a una Convención Escocesa, que estaba dominada por los  presbiterianos. Ofreció a Guillermo y María la corona y, después de la derrota de los partidarios de Jacobo, los obispos fueron abolidos y un sistema presbiteriano fue reinstaurado en el kirk.
Las condiciones económicas de la época eran en general favorables, aunque la restauración de la independencia de Escocia restableció la frontera económica con Inglaterra y los aranceles ingleses. La restauración de la monarquía también supuso el restablecimiento de la nobleza en el poder político, aunque puede que ejercieran su poder con más cautela. También vio el aumento de los laicos, que continuaron ganando nuevos poderes políticos locales. Se intentó restaurar el teatro en Escocia, que había sufrido por la falta de una corte y la hostilidad del kirk. La Restauración vio la introducción de un estilo de casa de campo entre la nobleza escocesa que alentó un movimiento hacia una arquitectura más orientada al ocio. Al igual que en Inglaterra, la escultura estaba dominada por profesionales extranjeros. Escocia produjo algunos artistas notables y también fue visitada por muchos artistas continentales importantes. En el período comprendido entre 1679 y 1689 se fundaron muchas instituciones que serían importantes en la vida cultural e intelectual de Escocia.

## Antecedentes: Las guerras civiles y la Commonwealth

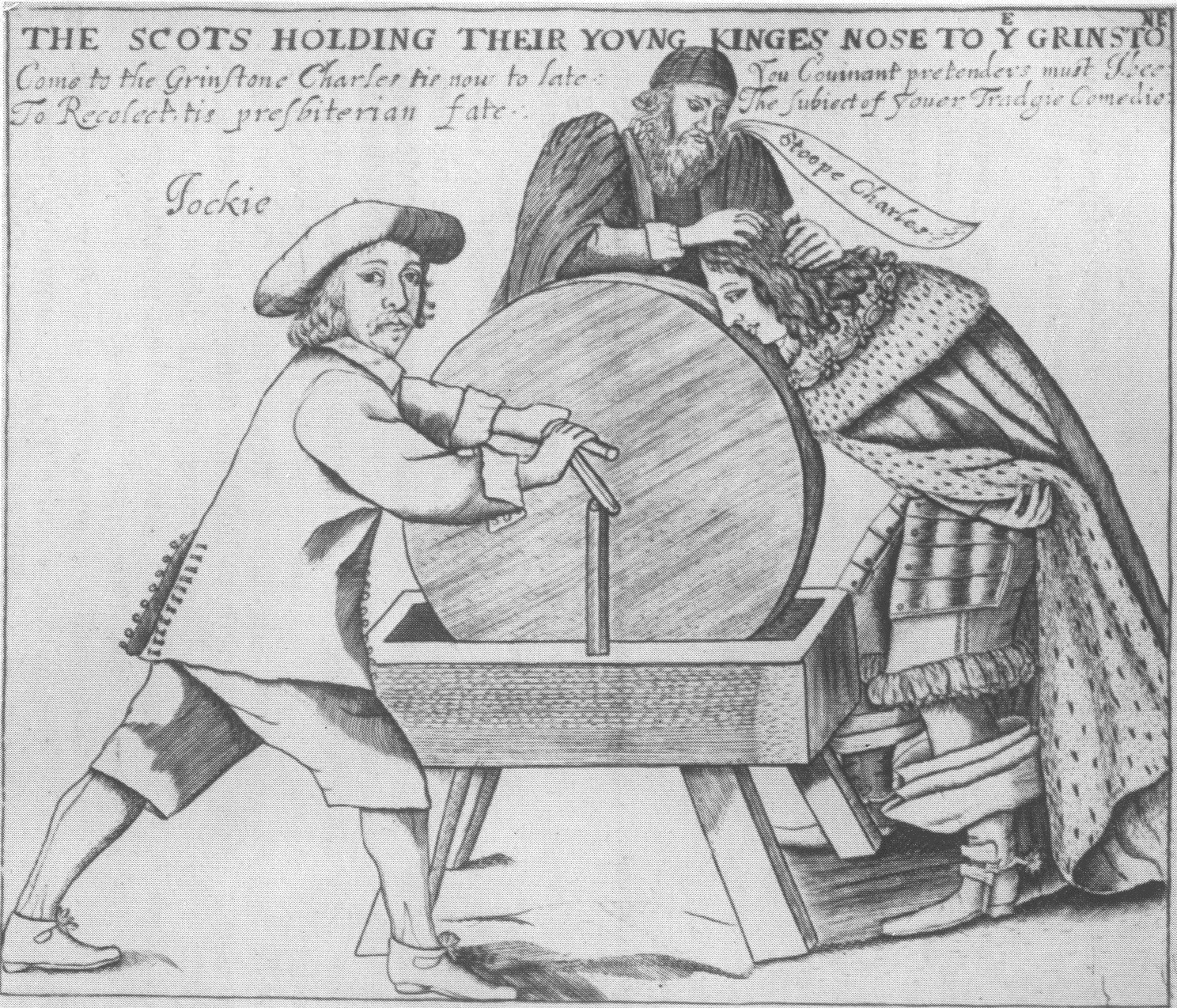
Los escoceses sujetan la nariz del joven Carlos II a la piedra de afilar del Compromiso, de un panfleto satírico en inglés

En 1638, las reformas impuestas por  Carlos I a la Iglesia de Escocia o kirk condujeron a las  Guerras de los Obispos, la primera de una serie entre 1638 y 1651 conocida como las Guerras de los Tres Reinos. Los Covenanters tomaron el control del gobierno e inicialmente se mantuvieron neutrales cuando comenzó la primera guerra civil inglesa en 1642. Sin embargo, muchos escoceses estaban preocupados por las consecuencias de la victoria monárquica para el kirk y consideraban que la unión con Inglaterra era la mejor manera de asegurar su supervivencia. En octubre de 1643, el Parlamento inglés firmó la Liga y el Pacto Solemnes, que acordaron la unión a cambio del apoyo militar escocés.
Los monárquicos y moderados de ambos países rechazaron esto por motivos nacionalistas, al igual que los Independientes religiosos como Oliver Cromwell, que se oponían a cualquier iglesia ordenada por el estado. Los Covenanters y sus aliados ingleses consideraron que el New Model Army dominado por los Independientes era una amenaza mayor que los Realistas y cuando la Primera Guerra Civil terminó en 1647, negociaron para restaurar a Carlos al poder. A cambio, aceptó imponer el presbiterianismo en Inglaterra y suprimir a los independientes, pero se negó a convertirse en presbiteriano. Esto dividió a los Covenanters en Engagers, que estaban dispuestos a aceptarlo, y el Partido Kirk o Whiggamores, que no lo estaban. Después de la victoria de Cromwell en la segunda guerra civil inglesa, instaló el Partido Kirk como el gobierno de Escocia, que luego expulsó a los Engagers de la Asamblea General.
Esta alianza terminó con la ejecución de Carlos en enero de 1649; como los calvinistas, los Engagers y el Partido de la Iglesia consideraron la monarquía como algo divinamente ordenado, convirtiéndolo en un acto de blasfemia. En febrero, los escoceses proclamaron a  Carlos II, Rey de Escocia y Gran Bretaña y en el Tratado de Breda (1650), acordaron restaurarlo al trono inglés. A cambio, aceptó el pacto y se vio obligado a repudiar una revuelta del líder monárquico Montrose, que fue capturado y ejecutado; Carlos nunca olvidó esta humillación.
Después de que la tercera guerra civil inglesa terminara con la derrota en 1651, Cromwell decidió que la única manera de garantizar la paz era destruir el poder del kirk y de la élite terrateniente escocesa. Parte de la solución fue hacer de Escocia parte de la  Commonwealth de Inglaterra, Escocia e Irlanda, con representantes escoceses sentados en el Parlamento de Londres. La ratificación final de los términos se retrasó por los problemas de Cromwell con sus diversos parlamentos y la unión no se finalizó legalmente hasta 1657. Escocia estaba gobernada por una administración militar bajo el mando de George Monck, que consiguió imponer la ley y el orden y un cierto grado de tolerancia religiosa. Sin embargo, lo hizo utilizando jueces ingleses, en lugar de la ley escocesa, además de ser caro, lo que lo hizo impopular en ambos reinos.
A diferencia de Inglaterra, el 95% de los escoceses pertenecían al kirk y compartían la misma doctrina calvinista; el conflicto se centraba principalmente en el gobierno, y los vencedores expulsaban a sus oponentes. La Asamblea General se dividió entre los Resolutioners, que estaban dispuestos a readmitir a los antiguos Engagers y Realistas, y los Protestantes, que se negaron. Después de derrotar el levantamiento del Realista Glencairn en 1654, la administración del monje amplió deliberadamente las divisiones dentro del kirk; los efectos dominaron la vida política escocesa durante la Restauración y más allá, ya que los anteriormente expulsados volvieron al poder y excluyeron a sus oponentes.

## Fin de la república y regreso de Carlos II

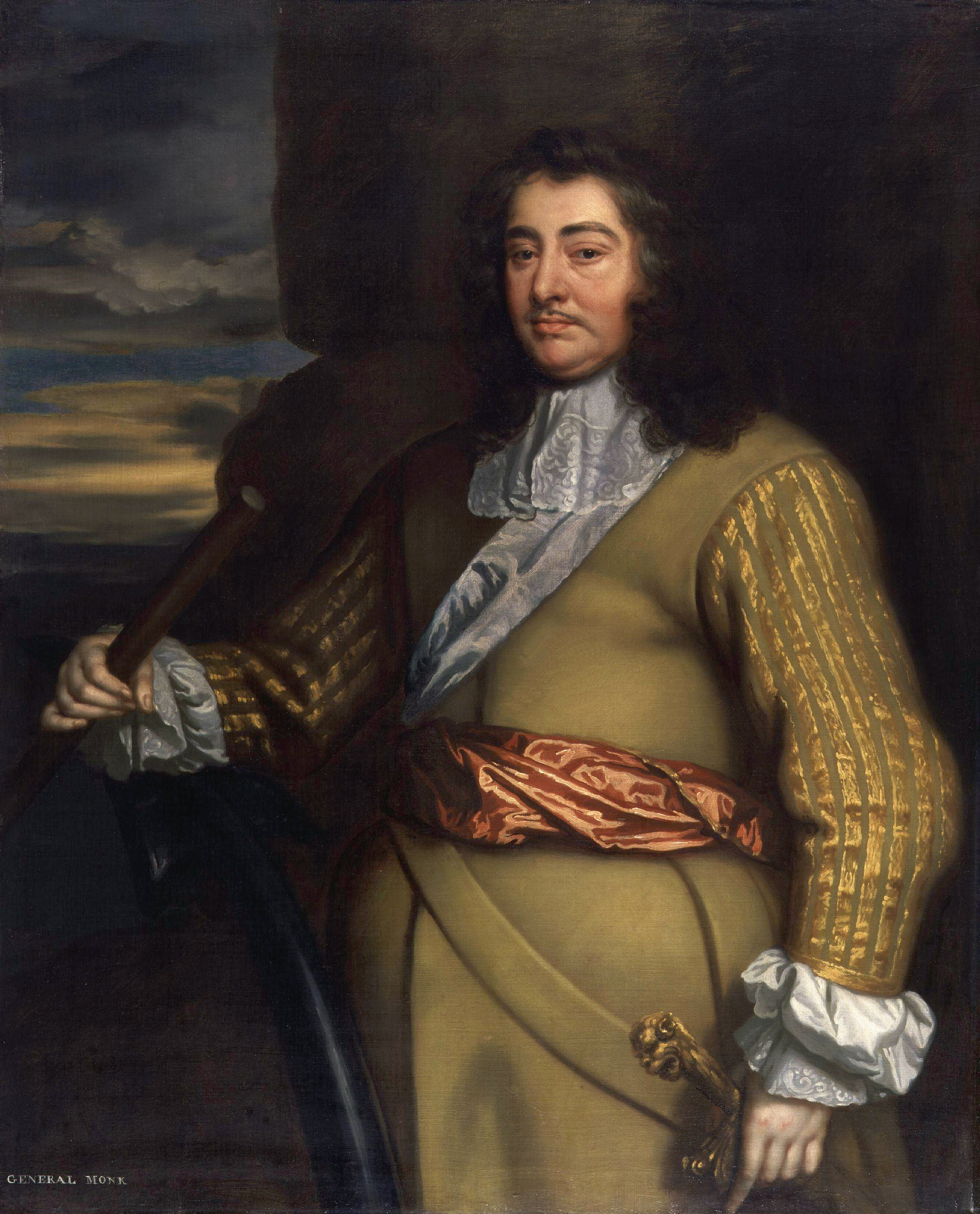
El General George Monck, quien fue instrumental en la restauración de Carlos II

Como comandante militar de la mayor fuerza armada de la Commonwealth, Monck fue fundamental en la restauración de Carlos II. Tras la muerte de Cromwell en 1658, Monck permaneció al margen de las maniobras políticas en Londres que condujeron al breve establecimiento de un régimen bajo el hijo del protector, Richard Cromwell, y tras su caída la subsiguiente lucha por el poder entre los líderes del ejército. Cuando esto demostró ser incapaz de producir un gobierno estable en 1659, Monck abrió negociaciones con Carlos II y comenzó una lenta marcha hacia el sur con su ejército. Después de llegar a Londres restauró el Parlamento largo inglés que había existido al principio de las guerras civiles. Este organismo, tras recibir algunas garantías de Carlos II, votó a favor de la restauración de la monarquía en Inglaterra y luego se disolvió. Esto creó una restauración de facto de la monarquía en Escocia, pero sin ninguna salvaguardia en cuanto a la posición constitucional del país. Los notables escoceses se encontraban en una posición débil en las negociaciones con la corona en cuanto a lo que sería el acuerdo. Carlos II dio a Monck el título de Duque de Albermarle en agradecimiento por su participación en la Restauración.
Carlos fue proclamado rey en Edimburgo el 14 de mayo de 1660 (por segunda vez: la primera fue más de diez años antes, el 6 de febrero de 1649). No fue coronado de nuevo en Escocia (habiendo sido coronado previamente en  Scone en 1651). La Restauración "constituyó una ocasión de celebración y regocijo universal en toda Escocia". Carlos II convocó su parlamento el 1 de enero de 1661, que comenzó a deshacer todo lo que se había impuesto a su padre Carlos I. La Ley de Rescisión de 1661 hizo que toda la legislación que se remontaba a 1633 fuera «nula y sin efecto».

## Indulto general y excepciones

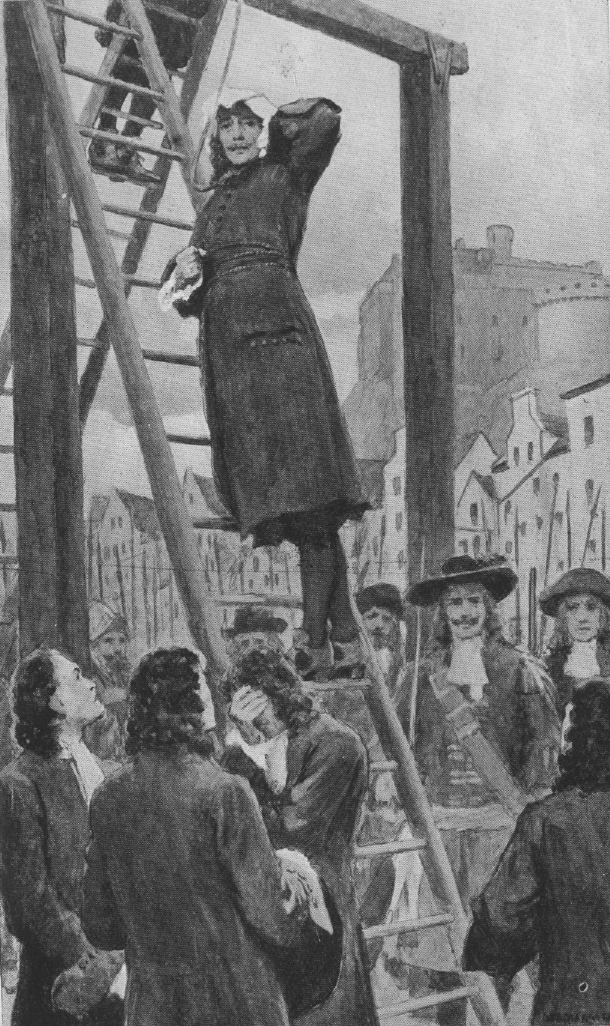
La ejecución de James Guthrie en Edimburgo, una de las cuatro excepciones al indulto general

El 9 de septiembre de 1662 el  parlamento escocés aprobó la «Ley de indemnización y olvido». Se trataba de un indulto general para la mayoría de los tipos de delitos que pudieran haber cometido los escoceses, entre el 1.º de enero de 1637 y antes del 1 de septiembre de 1660, durante lo que la Ley llama los problemas tardíos, las Guerras de los Tres Reinos y el Interregno inglés. La ley se estructuró de manera similar a la «Ley inglesa de indemnización y olvido de 1660», legislaba un indulto general con excepciones, pero, al igual que la Ley de Gracia de Cromwell, contenía muchas más excepciones que la ley inglesa. La ley no anuló las disposiciones de ninguna ley anterior aprobada por el mismo Parlamento escocés ni las disposiciones del Comité de Sucesiones aprobadas desde agosto de 1660. Se mencionan explícitamente los decomisos de 

Archibald Campbell, difunto marqués de Argyll, Archibald Johnston, a veces llamado Sir Archibald Johnston de Wariston, John Swinton, a veces llamado de Swinton, James Guthrie, William Govan, John Home y William Dundas, James Campbell, a veces llamado de Ardkinglas y James Campbell, a veces llamado de Orinsay.

Se aprobó una ley adicional denominada Ley que contiene algunas excepciones al acto de indemnización, que incluía fuertes multas para unos 700 antiguos adherentes al Pacto. La ley de excepciones especificaba que si una persona excluida no pagaba las multas en la fecha especificada él, todos eran hombres, perdería el beneficio del perdón general, pero al pagar a tiempo disfrutaría del beneficio del perdón e indemnización de Su Majestad a todos los efectos.
Algunos miembros del régimen anterior fueron juzgados y declarados culpables de traición. Algunos fueron ejecutados: Archibald Campbell, I marqués de Argyll, decapitado el 27 de mayo de 1661, James Guthrie y el capitán William Govan ahorcado el 1 de junio de 1661, y Archibald Johnston (Lord Warriston) ahorcado el 22 de julio de 1663. John Swinton (1621?-1679) fue condenado a la confiscación y encarcelamiento en el Castillo de Edimburgo, donde permaneció durante algunos años antes de ser liberado. En 1661 John Home de Kelloe tuvo sus propiedades secuestradas por estar con el ejército inglés contra el ejército del rey en la batalla de Worcester en 1651. Después de la Revolución Gloriosa de 1688 las propiedades fueron devueltas a su hijo George.

## Asentamiento

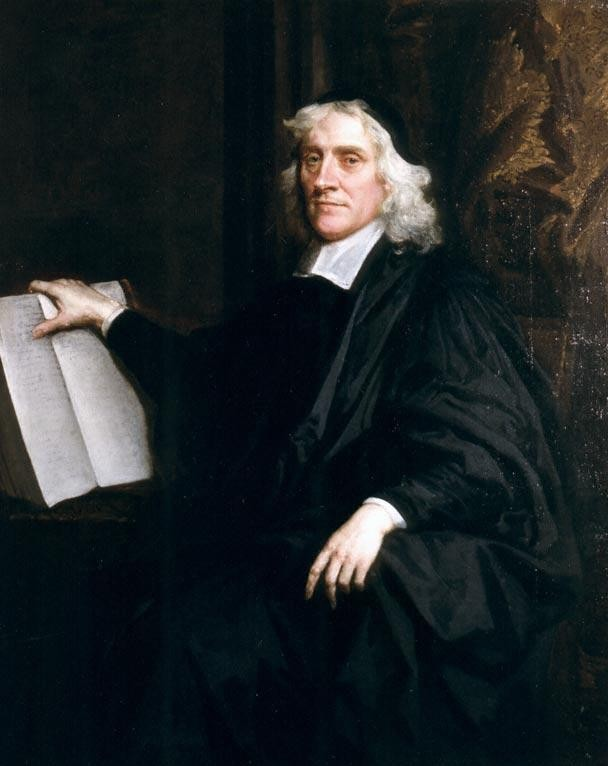
James Sharp, Resolutivo y luego Arzobispo, que fue asesinado en 1679

Bajo el eventual acuerdo político, Escocia recuperó su sistema independiente de leyes, el parlamento y el kirk, pero también recuperó a los Señores de los Artículos y a los obispos, y ahora tenía un rey que no visitaba el país y gobernaba en gran parte sin referencia al Parlamento a través de una serie de comisionados. Estos comenzaron con el Conde de Middleton y terminaron con el hermano y heredero del rey, Jacobo II de Inglaterra Duque de York, conocido en Escocia como el Duque de Albany.
Los presbiterianos esperaban que Carlos implementara un acuerdo presbiteriano para el kirk, ya que Carlos había aceptado la «Liga y el Pacto Solemnes» en virtud del Tratado de Breda (1650). La Ley Recissory que revocó la legislación hasta 1633 eliminó los logros del Pacto de las Guerra de los Obispos, pero una ley aprobada más tarde el mismo día renovó la disciplina de las sesiones de kirk, presbiterios y sínodos, sugiriendo que un compromiso entre la corona y los presbiterianos era posible. 25] La Restauración del episcopado fue proclamada por el Consejo Privado de Escocia el 6 de septiembre de 1661. James Sharp, ministro de Crail, que se encontraba en Londres para representar los intereses de los «Resolventes», cambió de bando y aceptó el cargo de Arzobispo de St Andrews. Pronto se reunió todo un grupo de obispos. Durante la sesión parlamentaria de 1662 la Iglesia de Escocia fue restaurada como la Iglesia nacional y todos los titulares de cargos fueron obligados a renunciar a los Pactos. Los ministros de la Iglesia se vieron obligados a aceptar las nuevas circunstancias o a perder sus vidas. Hasta un tercio, al menos 270, del ministerio se negó. La mayoría de las vacantes se produjeron en el sudoeste de Escocia, una zona particularmente fuerte en sus simpatías por los Pactos. Algunos de los ministros también se dedicaron a predicar en los campos abiertos en los conventículos, atrayendo a menudo a miles de fieles.

## Los comisionados de Carlos II (1661-1685)

### Middleton (1661-1663)

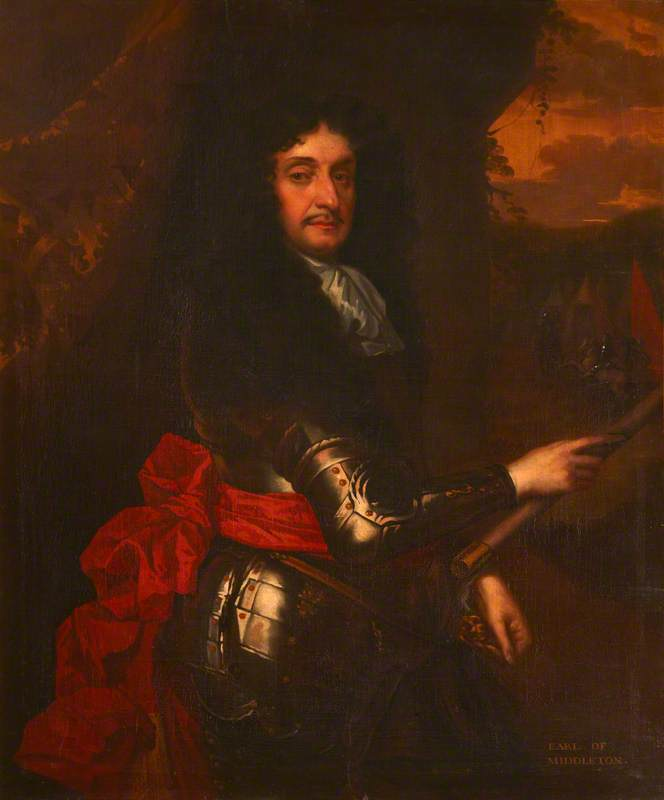
El Conde de Middleton, primer Comisionado de Carlos II en Escocia

La primera acción política del Rey en Escocia fue nombrar oficiales de estado y miembros del consejo privado sin referencia al parlamento. El monárquico William Cunningham, 9.º conde de Glencairn se convirtió en Canciller y John Leslie, conde de Rothes fue elegido presidente del Consejo. Se creó un nuevo Consejo Escocés en Londres, encabezado por James Maitland, conde de Lauderdale. El antiguo Covernanter y soldado monárquico John Middleton, recién ascendido a conde de Middleton, fue nombrado Comisionado. El 1 de enero de 1661 se reunió un nuevo parlamento, conocido más tarde por sus críticos presbiterianos como el «parlamento de los borrachos», que aprobó 393 leyes, apoyando especialmente la estructura episcopal de la iglesia favorecida por Middleton y la autoridad del rey sobre el gobierno y el parlamento. En 1663 Middleton intentó aprobar una ley que habría obligado a todos los titulares de cargos a declarar que los dos pactos eran ilegales y sediciosos. Esto fue un ataque directo a los antiguos pactantes como el favorito del Rey, Lauderdale, y como resultado Middleton fue retirado y reemplazado por Rothes.

### Rothes (1663-1666)
Rothes actuó como cliente de Lauderdale. En 1663 el parlamento aprobó una «Ley contra la separación y la desobediencia a la autoridad eclesiástica», conocida popularmente como la «Redada del Obispo». Declaró a los ministros disidentes como personas sediciosas y permitió la imposición de fuertes multas a aquellos que no asistían a las iglesias parroquiales. Poco después, el Parlamento fue destituido y no sería revocado hasta dentro de seis años. En 1666 un grupo de disidentes de Galloway capturó al comandante militar local del gobierno, Sir James Turner, y marchó sobre Edimburgo. Probablemente eran como mucho 3000 hombres y para cuando fueron derrotados en la batalla de Rullion Green, habían disminuido a menos de un tercio de ese número. De cincuenta prisioneros, treinta y tres fueron ejecutados, dos después de ser torturados, y el resto fueron transportados a Barbados. Hubo entonces una serie de arrestos de personas sospechosas. El levantamiento resultó en la caída de Rothes como Comisionado y Lauderdale regresó de Londres para asumir el papel.

### Lauderdale (1666-1679)

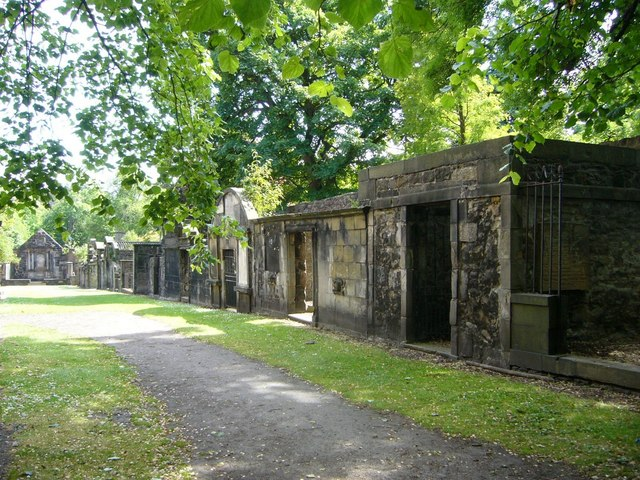
La prisión de los Convenios en St Giles Kirkyard, Edimburgo, donde los prisioneros fueron retenidos después de la batalla del puente de Bothwell en 1679

Lauderdale intentó una política más conciliadora, emitiendo «Cartas de Indulgencia» en 1669, 1672 y 1679. Estas permitían a los ministros desalojados volver a sus parroquias, si evitaban la disidencia política. Ciento cincuenta se negaron a aceptar la oferta y algunos episcopales se distanciaron del compromiso. El fracaso de llegar a un acuerdo llevó a una vuelta a la severidad. La predicación en un convento fue castigada con la muerte y la asistencia fue castigada con severas sanciones. En 1674 los  herejes y amos fueron hechos responsables de sus arrendatarios y sirvientes y a partir de 1677 tuvieron que entrar en bonos para la conducta de todos los que vivían en sus tierras. En 1678, 3000 milicianos de las tierras bajas y 6000 de las tierras altas, conocidos como la «Huésped de las Tierras Altas», fueron alojados en las camillas de la Alianza como una forma de castigo.
En 1679 un grupo de Covenanters mató al arzobispo James Sharp. El incidente llevó a un aumento que creció hasta los 5000 hombres. Fueron derrotados por las fuerzas bajo el mando de James, Duque de Monmouth, el hijo ilegítimo del rey, en la batalla del puente Bothwell el 22 de junio. Dos ministros fueron ejecutados y 250 seguidores fueron enviados a Barbados, 200 se ahogaron cuando su barco se hundió en Orkney. La rebelión llevó finalmente a la caída de Lauderdale, que fue reemplazado por el hermano del rey, Jacobo II de Inglaterra, Duque de York, conocido en Escocia como el Duque de Albany.

### Duque de Albany (1679-1685)

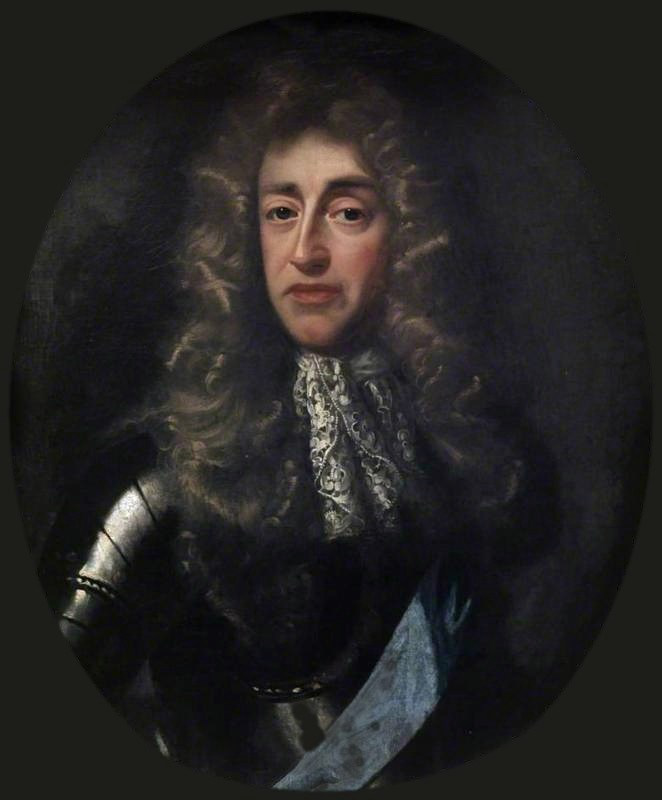
James, Duque de Albany en la década de 1660

El Rey envió a su hermano y heredero a Edimburgo en gran parte para sacarlo de Londres como resultado de la Crisis de Exclusión de 1679-1681, durante la cual el "Country Party" inglés intentó excluir al abiertamente católico James de los tres tronos británicos.  Se instaló en el Palacio de Holyrood a principios de 1680, dirigiendo lo que en efecto era una pequeña corte.
Los disidentes, liderados por Donald Cargill y Richard Cameron se llamaban a sí mismos Society People, pero se les conocería por su líder como los «Cameronianos». Reducidos en número, escondiéndose en los páramos, se volvieron cada vez más radicales. El 22 de junio de 1680 la Declaración de Sanquhar fue publicada en Sanquhar, renunciando a Carlos II como rey. Cameron fue asesinado al mes siguiente. Cargill excomulgó al rey, al duque de Albany y a otros monárquicos en el convento de Torwood y sus seguidores se separaron ahora de todos los demás ministros presbiterianos. Cargill fue capturado y ejecutado en mayo de 1681. El gobierno aprobó una Ley de Prueba, obligando a todos los titulares de cargos públicos a prestar un juramento de no resistencia. Ocho clérigos episcopales y James Dalrymple, Lord Presidente de la Corte de Sesión renunciaron y el noble líder Archibald Campbell, 9.º Conde de Argyll fue forzado al exilio.
En 1684 el resto de la Sociedad de Personas colocó una Declaración Apologética en varios cruces del mercado, que informaba a los servidores del gobierno que perseguían la vida de sus miembros a riesgo de la suya propia. En respuesta a este nuevo elemento de sedición política descarada, el Consejo Privado Escocés autorizó ejecuciones extrajudiciales en el campo de batalla de aquellos que fueran capturados en armas o que se negaran a jurar lealtad al rey. Esta fase más intensa de persecución, conocida más tarde en la historiografía protestante como "el tiempo de la matanza", llevó a que los disidentes fueran ejecutados sumariamente por los dragones de James Graham, Laird de Claverhouse, o condenados a ser transportados o a morir por Sir George Mackenzie, el Lord Advocate.

## Jaime VII y la Revolución Gloriosa (1685-1689)

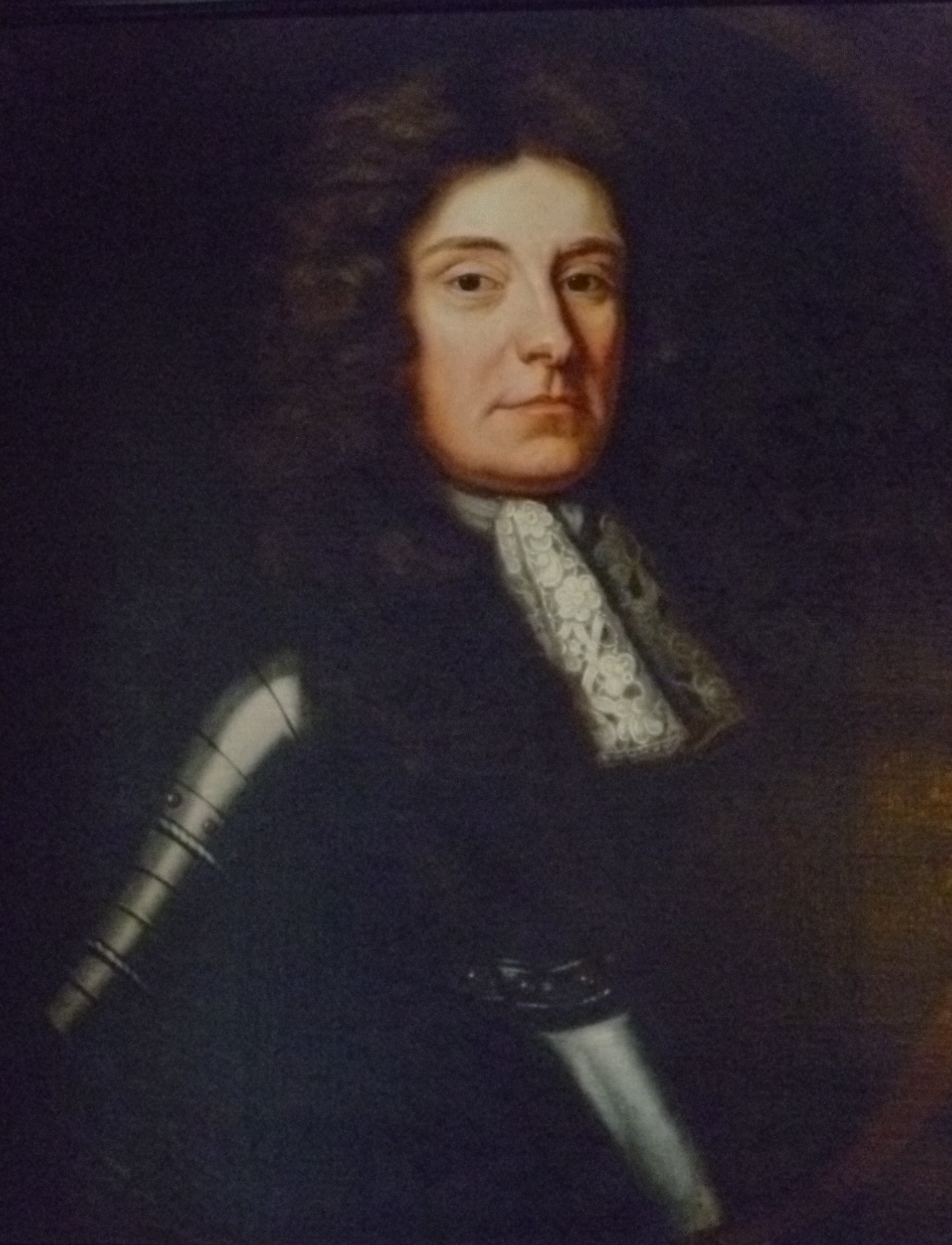
El Conde de Argyll, que fue uno de los principales partidarios del régimen de Carlos II, pero fue ejecutado después de una rebelión en 168

Carlos murió en 1685 y su hermano le sucedió como Jacobo II de Inglaterra. Jacobo puso a los católicos en posiciones clave en el gobierno e incluso la asistencia a un convento fue castigada con la muerte. Despreció el parlamento, purgó el Consejo y forzó la tolerancia religiosa de los católicos, alienando a sus súbditos protestantes. El fracaso de una invasión, liderada por el Conde de Argyll y programada para coordinarse con la  rebelión del Duque de Monmouth en Inglaterra, demostró la fuerza del régimen. Sin embargo, un motín en respuesta a la  Revocación del Edicto de Nantes de Luis XIV indicó la fuerza del sentimiento anticatólico. Los intentos del | rey por obtener tolerancia para los católicos condujeron a la emisión de Cartas de Indulgencia en 1687, que también permitieron la libertad de culto a los protestantes disidentes, permitiendo que los ministros presbiterianos "fuera" volvieran a sus parroquias. Esto no se extendió a los conventos de campo y la Sociedad Popular continuó soportando dificultades, con su último ministro, James Renwick, siendo capturado y ejecutado en 1688.
Se creía que el rey sería sucedido por su hija María, una protestante y la esposa de Guillermo de Orange, Stadtholder de los Países Bajos, pero cuando en 1688, James tuvo un heredero varón, Jacobo Francisco Eduardo Estuardo, estaba claro que sus políticas le sobrevivirían. Una invitación de siete destacados ingleses llevó a Guillermo a desembarcar en Inglaterra con 40 000 hombres el 5 de noviembre. En Edimburgo hubo rumores de parcelas de Orange y el 10 de diciembre el Lord Canciller de Escocia, el Conde de Perth, abandonó la capital por el Castillo de Drummond, planeando una fuga abortada a Irlanda (más tarde fue capturado cuando se embarcó hacia Francia). Cuando los alborotadores se acercaron a la Abadía de Holyrood fueron recibidos a disparos por los soldados, resultando en algunas muertes. Se llamó a la guardia de la ciudad, pero la abadía fue asaltada por una gran multitud. El mobiliario católico que se colocó allí cuando fue restaurado como capilla para Santiago fue derribado y las tumbas de los reyes Estuardo fueron profanadas. Una multitud de estudiantes quemó la efigie del Papa y quitó las cabezas de los Covenanters ejecutados que estaban colgadas sobre las puertas de la ciudad. La crisis se resolvió cuando Jacobo huyó de Inglaterra el 23 de diciembre, lo que llevó a una revolución casi incruenta. Aunque no hubo una participación escocesa significativa en el golpe, la mayoría de los miembros del Consejo Privado Escocés fueron a Londres para ofrecer sus servicios a Guillermo. El 7 de enero de 1689, le pidieron a Guillermo que asumiera las responsabilidades del gobierno.

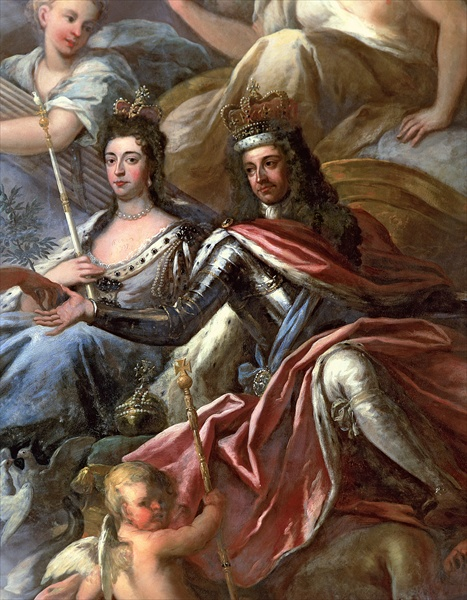
Guillermo III y María II representados en el techo de la Sala Pintada, Greenwich

Guillermo convocó una Convención Escocesa, que se reunió el 14 de marzo en Edimburgo. Estaba dominada por los presbiterianos. Había una facción que apoyaba a Jacobo, incluyendo a muchos episcopales, pero estos estaban divididos por los intentos de Jacobo de lograr la tolerancia para los católicos. Una carta de Jacobo, recibida el 16 de marzo, contenía una amenaza de castigar a todos los que se rebelaran contra él y declarando la asamblea ilegal, dio lugar a que sus seguidores abandonaran la Convención, dejando a los «williamitas» dominantes. El 4 de abril la Convención formuló la «Reclamación de Derecho» y los Artículos de Reclamación. Estos sugerían que Jaime había perdido la corona por sus acciones (en contraste con Inglaterra, que se basaba en la ficción legal de una abdicación) y se la ofreció a Guillermo y María, lo que Guillermo aceptó, junto con las limitaciones del poder real. El 11 de mayo Guillermo y María aceptaron la corona de Escocia como co-regentes, como Guillermo II y María II.
El acuerdo final, completado por el Segundo Parlamento de Guillermo en 1690, restauró el presbiterianismo y abolió los obispos, que en general habían apoyado a Jacobo. Los ministros que habían sido expulsados en 1662 fueron restaurados, poniendo fin a la persecución de los cameronianos, y dejando sólo un remanente fuera de la iglesia. La Asamblea General de 1692 se negó a restituir incluso a aquellos ministros episcopales que se comprometieron a aceptar el presbiterianismo. Sin embargo, el rey emitió dos actos de indulgencia en 1693 y 1695, permitiendo a aquellos que lo aceptaron como rey regresar a la iglesia y alrededor de un centenar se aprovecharon de la oferta. Todos, excepto los jacobitas empedernidos, serían tolerados en 1707, dejando sólo un pequeño remanente de episcopales jacobitas.[38]

## Economía

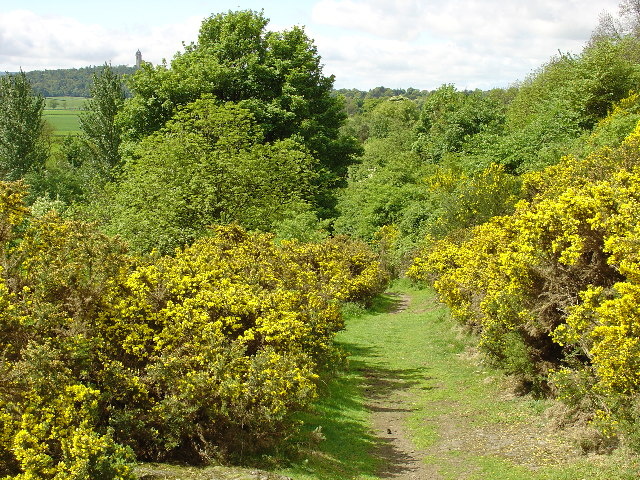
Un tramo de la carretera de Cotkerse cerca de Blairlogie, Escocia

Bajo la Commonwealth, el país había sido gravado con impuestos relativamente altos, pero obtuvo acceso a los mercados ingleses. Después de la Restauración se restableció la frontera formal con Inglaterra, junto con sus derechos de aduana. Las condiciones económicas fueron generalmente favorables de 1660 a 1688, ya que los propietarios de las tierras promovieron una mejor labranza y cría de ganado. El monopolio de los burgos reales sobre el comercio exterior fue parcialmente terminado por una ley de 1672, dejándoles los antiguos lujos de vinos, seda, especias y tintes y abriendo el comercio de sal, carbón, maíz y cueros cada vez más importantes y las importaciones de América. Las «Leyes de Navegación inglesas» limitaron la capacidad de los escoceses para dedicarse a lo que habría sido un comercio lucrativo con las crecientes colonias de Inglaterra, pero éstas fueron a menudo eludidas, y Glasgow se convirtió en un centro comercial cada vez más importante, abriendo el comercio con las colonias americanas: importando azúcar de las Indias Occidentales y tabaco de Virginia y Maryland. Las exportaciones a través del Atlántico incluían lino, productos de lana, carbón y piedras para moler. Los aranceles protectores ingleses sobre la sal y el ganado eran más difíciles de ignorar y probablemente imponían mayores limitaciones a la economía escocesa, a pesar de los intentos del Rey de anularlos. Los intentos escoceses de contrarrestar esto con aranceles propios fueron en gran medida infructuosos, ya que Escocia tenía relativamente pocas exportaciones vitales que proteger. Los intentos del Consejo Privado de crear industrias de lujo en fábricas de tejidos, jabonerías, fábricas de azúcar, pólvora y fábricas de papel resultaron en gran medida infructuosos. Sin embargo, para finales de siglo los caminos de los pastores, que se extendían desde las Tierras Altas a través del suroeste de Escocia hasta el noreste de Inglaterra, se habían establecido firmemente. La hambruna se había vuelto relativamente rara en la segunda mitad del siglo XVII, con sólo un año de escasez en 1674.

## Sociedad

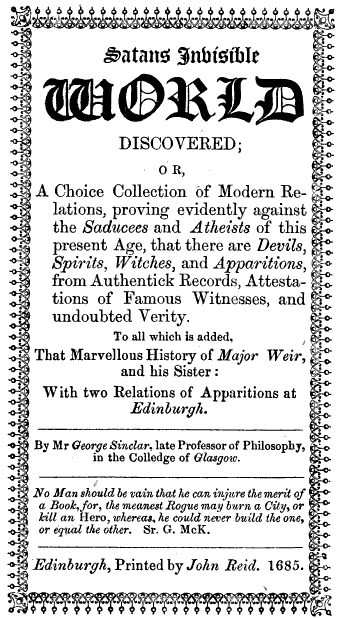
Reimpresión de la portada del Mundo Invisible de Satán de George Sinclair (1685), uno de los muchos tratados publicados en Escocia que argumenta contra las opiniones escépticas de la brujería

La nobleza había sido dominante en la política de Escocia en la primera mitad del siglo XVII, culminando su triunfo en el período de las «Guerras de los Obispos». Sin embargo, perdieron este estatus en el período del Commonwealth, ya que el régimen del Protectorado gobernó en gran parte sin ellos. Se les devolvió la autoridad junto con la monarquía y las instituciones tradicionales del Consejo Privado y el Parlamento. Sin embargo, Rosalind Mitchison sostiene que su autoridad se utilizó con mucha más cautela debido a los acontecimientos del período de la guerra civil. A medida que declinaron las distinciones feudales, los barones y los arrendatarios en jefe se fusionaron para formar los laicos. Bajo la Mancomunidad habían suministrado los «Jueces de Paz», un puesto que había disfrutado de un papel ampliado que sólo se revirtió parcialmente en la Restauración. También obtuvieron autoridad al convertirse en Comisionado de Suministros, un puesto creado en 1667, y que se les dio la responsabilidad de recaudar lo que se convirtió en el impuesto local sobre el cess—impuesto sobre el impuesto—.  La aprobación de una serie de estatuas mejoradas, que permitieron a los terratenientes mover los límites, los caminos y llevar a cabo recintos también benefició a este grupo, al igual que la legislación que devolvió la servidumbre virtual a grupos como los mineros y los trabajadores de la sal.
Escocia tenía una tasa de enjuiciamiento por brujería mucho más alta para su población que la de Inglaterra o la media europea. La abrumadora mayoría se encontraba en las Tierras Bajas, donde el kirk tenía más control, a pesar de la evidencia de que las creencias mágicas básicas estaban muy extendidas en las Tierras Altas. Bajo la Mancomunidad, los jueces ingleses que se hicieron cargo del sistema legal eran hostiles al uso de la tortura y a menudo escépticos de la evidencia que producía, resultando en una disminución de los juicios por brujería. En un intento por ganar apoyo entre las órdenes de posesión de tierras, las cortes de Sheriff fueron restablecidas y los Jueces de Paz regresaron en 1656. El resultado fue una ola de casos de brujería, con 102 en el período 1657-1659. Las limitaciones en materia de enjuiciamiento se invirtieron totalmente con la Restauración, y se produjo una inundación de más de 600 casos, que se cree que fue el mayor brote de la historia de Escocia, lo que alarmó al Consejo Privado restaurado y lo llevó a insistir en la necesidad de su comisión para un arresto o enjuiciamiento, y en la prohibición de la tortura judicial. Los enjuiciamientos comenzaron a disminuir a medida que los juicios eran controlados más estrictamente por el poder judicial y el gobierno, la tortura se utilizaba con más moderación y se elevaban los estándares de la prueba.  La exposición de los pinchadores como fraudes en 1662 eliminó una importante forma de prueba. El Lord Advocate George Mackenzie se esforzó por hacer que los enjuiciamientos fueran ineficaces. También puede haber habido un creciente escepticismo popular, y, con una relativa paz y estabilidad, se redujeron las tensiones económicas y sociales que pueden haber contribuido a las acusaciones, aunque hubo brotes locales ocasionales hasta que se derogó el estatuto de apoyo a los enjuiciamientos en 1736.

## Cultura

### Teatro

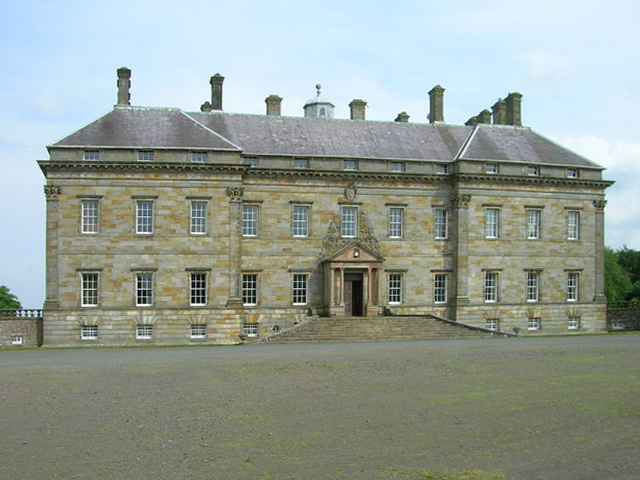
La Casa Kinross, construida para él por William Bruce y una de las primeras casas palladianas en Gran Bretaña

La pérdida de una corte real cuando  Jaime VI heredó los tronos inglés e irlandés en 1603 y la hostilidad de los Kirk, significó que el teatro había luchado por sobrevivir en la Escocia del siglo XVII.  Después de la Restauración hubo algunos intentos de revivir el drama escocés. En 1663 el abogado de Edimburgo William Clerke escribió Marciano o el Descubrimiento, una obra sobre la restauración de una dinastía legítima en Florencia después de muchos años de guerra civil. Se representó en el Tennis-Court Theatre del Palacio de Holyrood ante el comisario Rothes. La obra Wiles or the Coffee House de Thomas Sydsurf, Tarugo, se representó primero en Londres en 1667 y luego en Edimburgo al año siguiente y se basó en la comedia española. Sydsurf fue también director desde 1667 del Tennis-Court Theatre y dirigió una compañía de jugadores en Cannongate de Edimburgo. El repertorio siguió al de Londres y no hubo nuevas obras escocesas después de Wiles de Tarugo. El Duque de Albany trajo consigo una compañía de actores cuando residía en Holyrood como comisionado. También se le unió un grupo de actores irlandeses, que trajeron sus propios trajes. Animó a que se hicieran máscaras de la corte y temporadas de obras de teatro en el Tennis-Court Theatre, una de las cuales incluía la actuación de la  princesa Ana, la futura reina Ana.

### Arquitectura
La Restauración vio la introducción de un estilo de casa de campo entre la nobleza escocesa que alentó un movimiento hacia una arquitectura más orientada al ocio que ya se había adoptado en la Europa continental. Su pionero fue Sir William Bruce (c. 1630-1710), quien fue la figura clave en la introducción del  estilo palladiano en el país. Bruce recibió la influencia de los arquitectos ingleses Inigo Jones y Christopher Wren (1632-1723), en particular la interpretación que este último hizo del Barroco. Bruce construyó y remodeló casas de campo, incluyendo el Castillo de Thirlestane y la Casa Prestonfield. Entre sus obras más significativas se encuentra su propia mansión palladiana en Kinross, construida en la finca de Loch Leven que había comprado en 1675. Como Agrimensor y Supervisor de las Obras Reales, Bruce emprendió la reconstrucción del Palacio Real de Holyroodhouse en la década de 1670, dando al palacio su aspecto actual. Tras la muerte de Carlos II en 1685, Bruce perdió el favor político. James Smith (c. 1645-1731) trabajó como albañil en la reconstrucción del Palacio de Holyrood por parte de Bruce. En 1683 fue nombrado Agrimensor y Supervisor de las Obras Reales, responsable del mantenimiento del palacio. Con su suegro, el maestro albañil Robert Mylne (1633-1710), Smith trabajó en el Parque Carolina en Edimburgo (1685), y en el Castillo de Drumlanrig (1680). Las casas de campo de Smith seguían el patrón establecido por Bruce, con tejados a dos aguas y frontales con pedestal, en un estilo paladiano sencillo pero atractivo.

### Arte

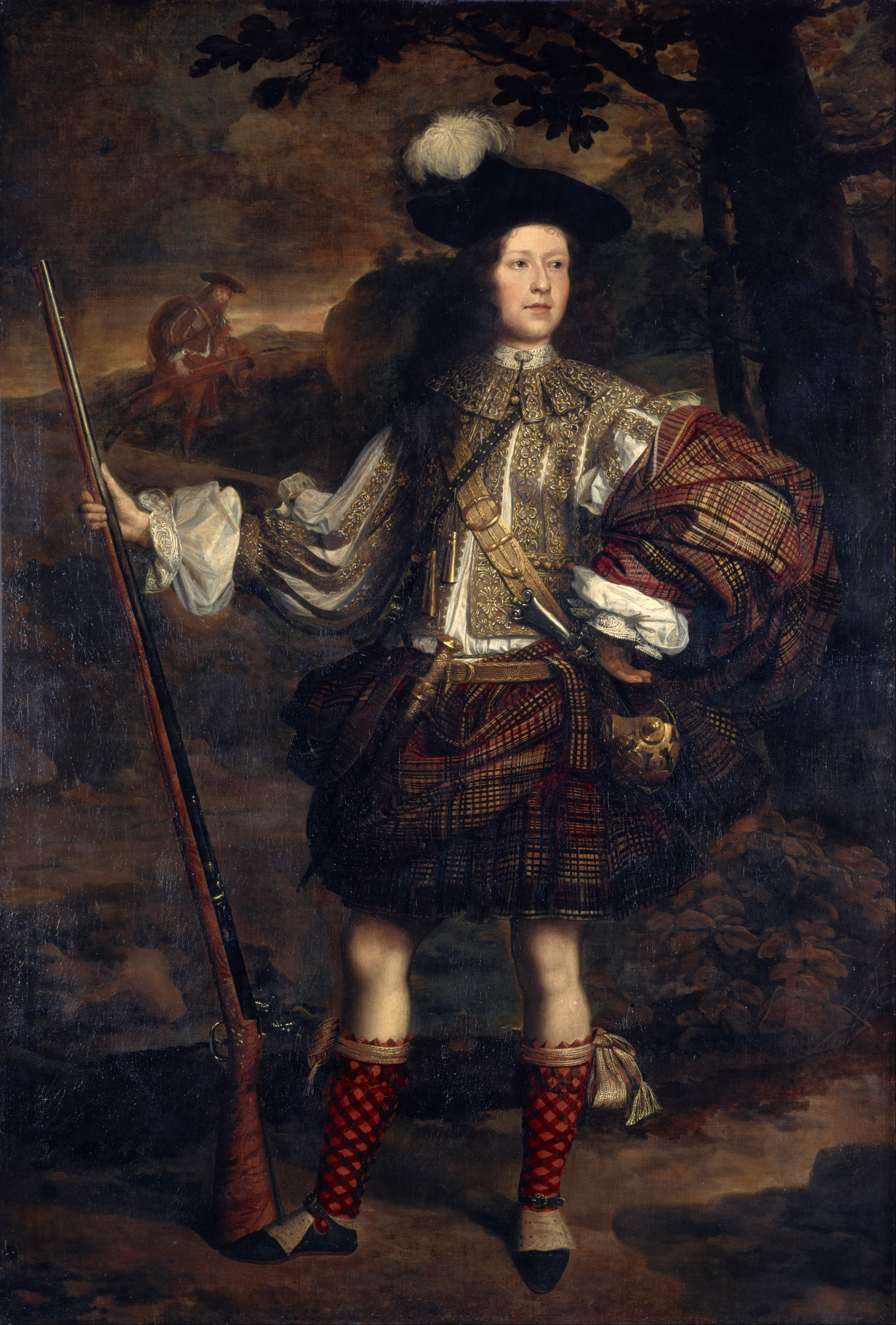
Lord Mungo Murray, por John Michael Wright, un ejemplo temprano del retrato de cuerpo entero vestido de Highland, c. 1680

Como en Inglaterra, la escultura estaba dominada por profesionales extranjeros. La estatua ecuestre de Carlos II en el exterior de la  Casa del Parlamento (1684/5) era una réplica en plomo de la estatua de bronce de Grinling Gibbons (1648-1721), nacida en Holanda, en Windsor, la primera en Gran Bretaña que representaba a un monarca en traje clásico. John Van Ost (fl. 1680-1729) suministró una estatuilla de plomo de jardín para la Casa Hopetoun y el Castillo de Drumlanrig. William Bruce favoreció a los talladores holandeses por su realización de la Casa Kinross, donde hay festones, trofeos y cornucopia alrededor de las puertas y portones. Estos pueden haber incluido a Jan van Sant Voort, un tallador holandés que se sabe que vivía en Leith, que suministró a Bruce una puerta heráldica tallada en 1679 y que trabajó en la reconstrucción del Palacio de Holyrood. A partir de 1674 los yeseros londinenses George Dunsterfield (fl. 1660-1676) y John Houlbert (fl. 1674-1679) trabajaron para Bruce en Thirlestane, Berwickshire y en Holyroodhouse. Dunsterfield también trabajó en Balcaskie, Fife y probablemente en el Castillo de Kellie, Fife.
John Michael Wright (1617-1694) había sido entrenado por el primer artista nativo importante de Escocia, George Jamesone de Aberdeen (1589/90-1644). Wright también estudió en Roma con  Poussin y  Velázquez y pintó retratos de temas tanto escoceses como ingleses,  incluyendo su sensible retrato de William Bruce (1664) y se estilaba como "pintor del rey". Su pintura de cuerpo entero de Lord Mungo Murray con vestido de las Highlands (c. 1680) es un ejemplo temprano de lo que se convirtió en un formato estándar del retrato escocés. También fue importante el miniaturista David Paton (fl. 1668-1708), que trabajó principalmente en plomería, pero también pintó retratos al óleo. Entre los artistas visitantes se encontraba Jacob de Wett (c. 1610-c. 1691), a quien se le encargó en 1684 pintar imágenes de 110 reyes para Holyroodhouse y trabajos similares en el Castillo de Glamis.

### La vida intelectual
En el período comprendido entre 1679 y 1689 se fundaron un gran número de instituciones que serían importantes en la vida cultural e intelectual de Escocia. Entre ellas se encontraba el Royal College of Physicians en 1681, y en 1685 se nombraron tres profesores de medicina en la Universidad de Edimburgo. Jaime VII creó la Orden del Cardo en 1687 y la Biblioteca de los Abogados, prevista desde 1682, se abrió en 1689. Los despachos del Médico Real, el Geógrafo Real y el Historiador Real fueron fundados entre 1680 y 1682.
Inmediatamente después de la Restauración hubo una purga de presbiterianos de las universidades, pero la mayoría de los avances intelectuales del período precedente se conservaron. Las cinco universidades escocesas se recuperaron de la interrupción de las décadas precedentes con un plan de estudios basado en conferencias que fue capaz de abarcar la economía y la ciencia, ofreciendo una educación liberal de alta calidad a los hijos de la nobleza y la alta burguesía. Todas vieron el establecimiento o restablecimiento de las cátedras de matemáticas. La astronomía se vio facilitada por la construcción de observatorios en St. Andrews y en los colegios King y Marischal de Aberdeen. Robert Sibbald fue nombrado como el primer profesor de medicina en Edimburgo y cofundó el Colegio Real de Médicos de Edimburgo en 1681.